# کوه‌نگین‌تباران
کوه‌نگین‌تباران (به لاتین: Lampornithini) یکی از سه تباری است که زیرخانواده مگس‌مرغیان از خانوادۀ مگس‌مرغان را تشکیل می‌دهد. دو تبار دیگر در زیرخانواده عسل‌نوش‌تباران (مگس‌مرغ‌های زنبوری) و مگس‌مرغ‌تباران (زمردی‌ها) هستند.
نام غیررسمی «نگین کوهستانی» برای این گروه پیشنهاد شده‌است. بزرگترین سرده یعنی کوه‌نگین‌ها شامل هشت گونه با نام "mountaingem" در نام مشترک آنها است. این تبار شامل ۱۸ گونه است که در ۷ سرده تقسیم می‌شوند.